# Paradoxecia vietnamica
Paradoxecia vietnamica is een vlinder uit de familie wespvlinders (Sesiidae), onderfamilie Tinthiinae.
Paradoxecia vietnamica is voor het eerst wetenschappelijk beschreven door Gorbunov & Arita in 1997. De soort komt voor in het Oriëntaals gebied.